# Ba'ja
Ba'ja (àrab: بعجة, Baʿja) és un jaciment arqueològic d'època neolítica situat 14 km al nord de Petra, Jordània. El jaciment es troba a una altitud aproximada de 1.160 m i només s'hi pot accedir per una via d'escalada a través d'un canó estret i costerut.
El jaciment de Ba'ja va ser descobert l'any 1984 per l'arqueòleg alemany Hans-Georg Gebel, que posteriorment hi va dirigir diverses campanyes d'excavació. El poble neolític ocupa una superfície d'aproximadament 1,5 ha.

## Descripció

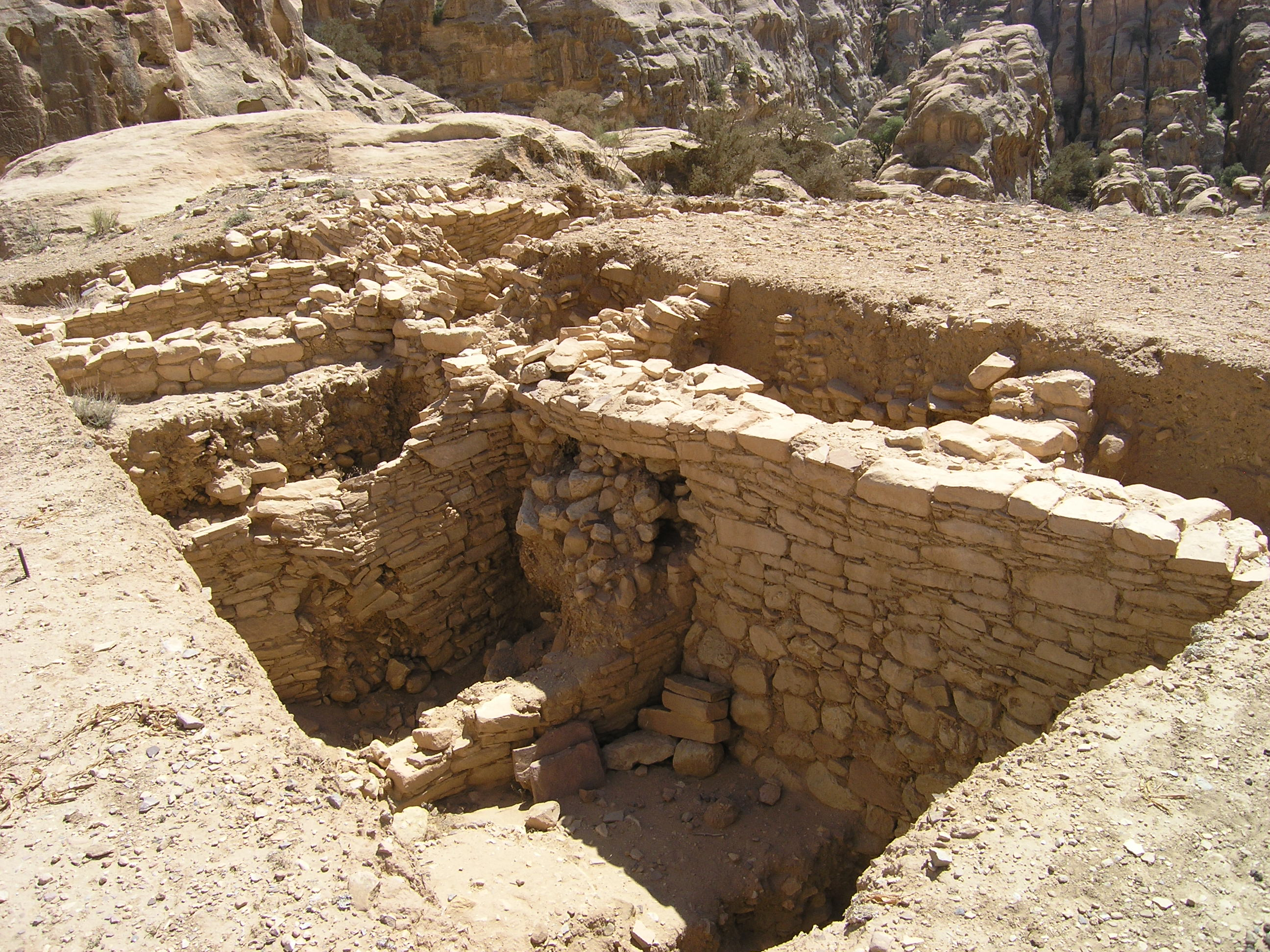
Àrea B del jaciment.

Igual que el jaciment veí de Basta, es va construir abans del 7000 aC, cap al final de període Neolític preceràmic B (PPNB). La seva cronologia abraça un període que va del 7400 al 6900 aC. Prop de l'entrada del jaciment hi ha Ba'ja I, un assentament d'època musulmana acompanyat de dues o tres capes d'un assentament nabateu anterior.
L'àrea màxima d'assentament útil de l'assentament de Ba'ja al cim del turó era d'1,2 a 1,5 hectàrees. S'assumeixen que hauria pogut arribar a acollir uns 600 habitants, Per aquest motiu, les cases es van construir fins als forts pendents circumdants (de fins a 45°) i a prop les unes de les altres. Moltes cases, de base quadrangular, tenien més d'una planta que es comunicaven amb una escala interior. Els murs dels edificis eren de fins a 4,20 metres de gruix. A més, les cases normalment tenien soterrani i sovint es reformaven, fet que també modificava el pla d'assentament. No hi havia carrers donat al poc espai i la verticalitat del lloc; es circulava pels terrats i s'entrava a les cases pel terrat mitjançant escales de mà de fusta.

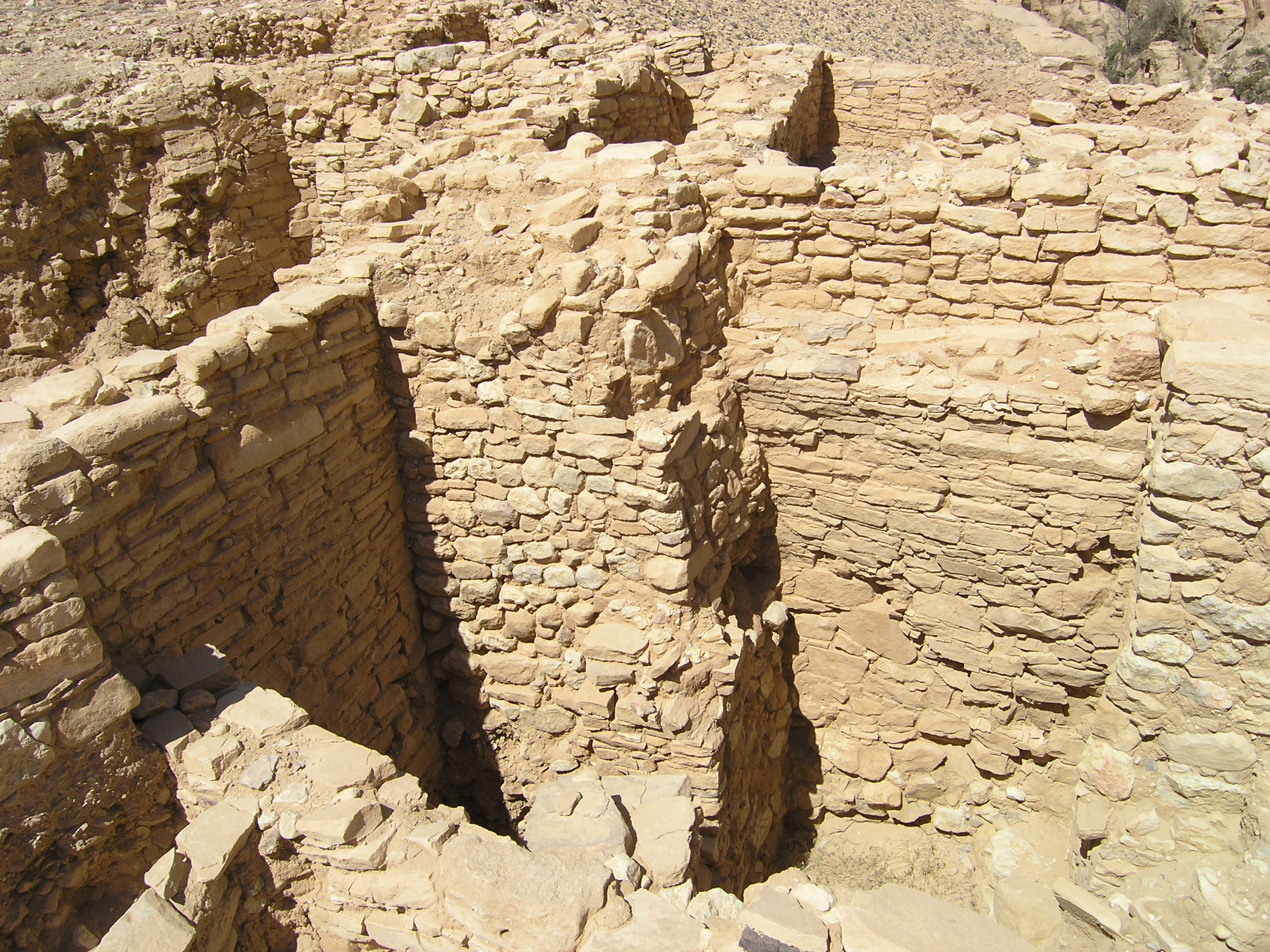
Murs de l'àrea TU2.

Nombroses destrals de pedra i bols de pedra han estat trobats enterrats ritualment entre els murs de les cases i sota els terres. També s'hi van trobar restes humanes i d'animals en el mateix context.

## Restes humanes
En una sala de 0,6 m² amb les restes d'una pintura mural en tècnica al fresc, que mostra motius abstractes i figures geomètriques, hi havia els ossos de tres adults i nou nens petits en els quals no s'hi va poder detectar cap malaltia que n'hagués provocat la mort. En els enterraments, que no eren de la mateixa època, el difunt es posava al mig de la sala i els ossos d'enterraments anteriors s'apartaven a un costat. Tot i que la tomba va ser alterada ja al Neolític, sota el crani d'un nounat s'hi van trobar nombroses perles artificials, nou puntes de fletxa, una daga de sílex trencada, un anell de nacre i una altra peça de joia de nacre. Hi havia ocre vermell a tota la tomba, fet que va provocar que els ossos i les troballes es tornessin vermells. L'anàlisi de la tomba no va donar cap indicació d'un estatus especial dels enterrats. Presumiblement són els difunts d'una família nombrosa, per la qual cosa els nombrosos esquelets infantils podrien indicar una alta taxa de mortalitat infantil.

### El nen amb el collaret
L'any 2018, l'equip d'excavació va descobrir i obrir un cist, un cofre de pedra d'1,30 × 1,00 × 0,40 m format per dues lloses, dos murs de pedra seca i una llosa de cobertura recoberta amb guix. Aquest cofre, datat l'any 7000 aC, contenia l'esquelet d'un nen, probablement d'una nena d'uns 8 anys, col·locat en posició fetal amb l'esquena contra la llosa nord. Els ossos, acolorits amb un pigment vermell fosc (probablement ocre), anaven acompanyats d'almenys 2.586 perles de pedra calcària vermella, closca blanca, turquesa i hematites, i fragments d'un anell de nacre, tot formant originalment un únic collaret. La riquesa d'aquest aixovar mortuori confirma l'existència d'una diferenciació social en el Neolític preceràmic B. L'any 1969 ja s'havien descobert rics ornaments mortuoris al jaciment de Sungir, a Rússia, que dataven del Paleolític superior.